# دونكا لويس
دونكا لويس (بالإنجليزية: Doneeka Lewis)‏ مواليد 19 يوليو 1982 في نيو أورلينز، هي لاعبة كرة سلة أمريكية. بدأت مسيرتها الاحترافية في سنة 2004. تم اختيارها من قبل فريق لوس أنجلوس سباركس خلال الدرافت. وتحمل الرقم 6.

## المسيرة الاحترافية
لعبت مع لوس أنجلوس سباركس من سنة 2004 إلى 2008، ثم لعبت مع سياتل ستورم في سنة 2007، ثم لعبت مع إنديانا فيفر في سنة 2008، ثم لعبت مع فريق جامعة إسطنبول في موسم 2009–2010، ثم لعبت مع نادي غلطة سراي لكرة السلة للسيدات في موسم 2010–2011، ثم لعبت مع تلسا شوك في سنة 2011.

## روابط خارجية
- دونكا لويس على موقع الاتحاد الدولي لكرة السلة (الإنجليزية)
- دونكا لويس على موقع الاتحاد الوطني لكرة السلة النسائية (الإنجليزية)
- دونكا لويس على موقع كرة السلة الأوروبية.كوم (الإنجليزية)
- دونكا لويس على موقع كلية كرة السلة في سبورتس رفرنس.كوم (الإنجليزية)
- دونكا لويس على موقع بروبوليرز (الإنجليزية)
- دونكا لويس على موقع سبورتس رفرنس (الإنجليزية)